# Confixx
Confixx war eine kostenpflichtige Webserver-Distribution mit Konfigurationstool für Webhosting-Angebote, deren Weiterentwicklung eingestellt wurde. 
Mit Confixx war es beispielsweise möglich, E-Mail-Adressen, Domains, Datenbanken und Ähnliches auf entfernten Webservern auf einfache Weise zu verwalten, ohne dazu auf Betriebssystemfunktionen zurückgreifen zu müssen.
Confixx wurde neben Plesk als eine der „Großen des Metiers [der Hosting-Verwaltungssoftware]“ beschrieben. Die Software war vor allem auf dem deutschsprachigen Markt weit verbreitet. Anfang 2009 war sie Herstellerangaben zufolge auf 30.000 Servern im Einsatz.
Confixx wurde vom Softwareunternehmen Parallels Inc. (ehemals SWsoft Inc.) aufgekauft und stand zuvor in direkter Konkurrenz zu dem ebenfalls bei diesem Unternehmen angebotenen Konfigurationstool Plesk. Laut Aussage von Parallels werden seit dem 24. September 2012 keine weiteren Confixx-Lizenzen mehr vertrieben.